# Tartu

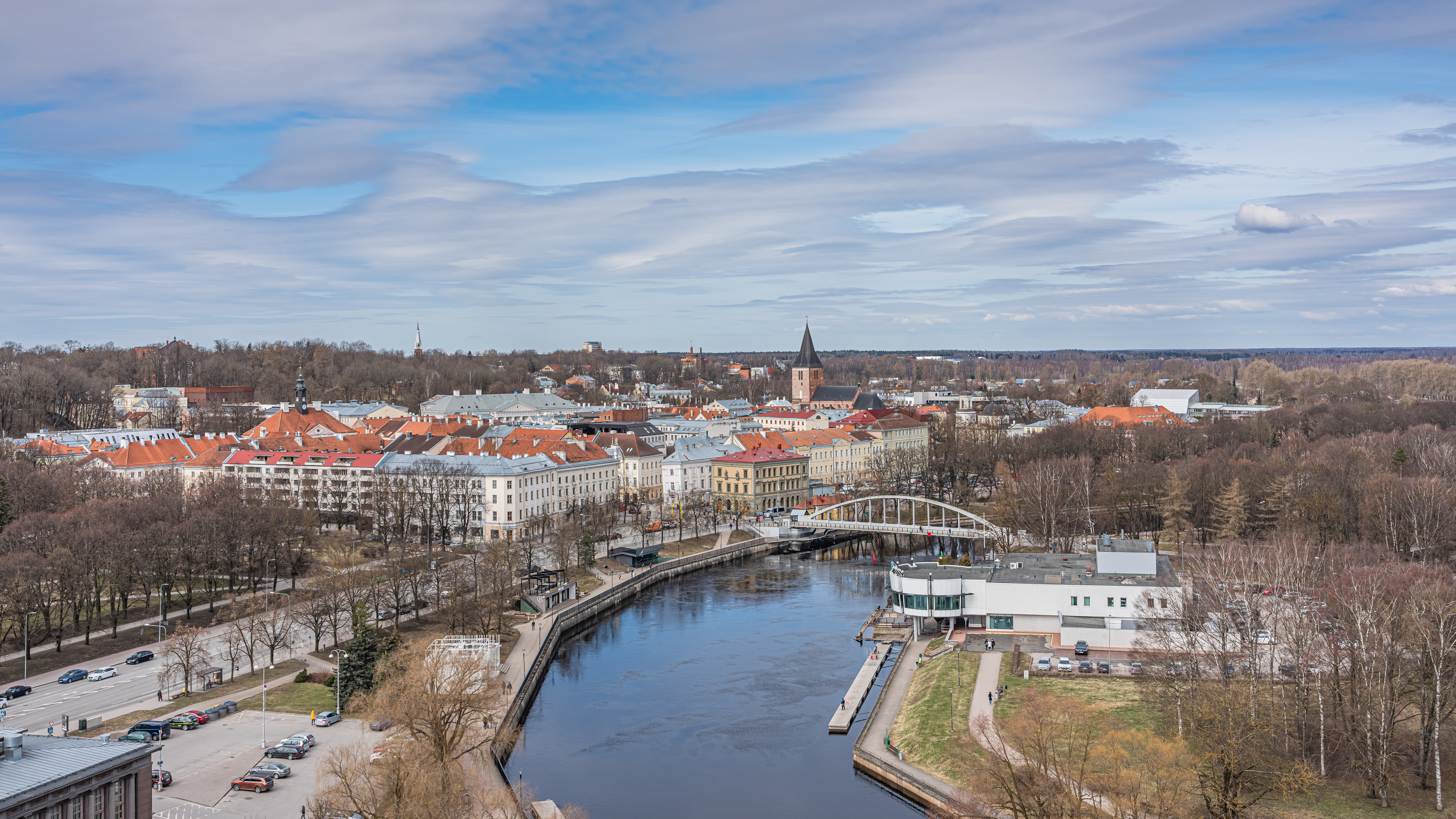
Blick auf Tartu

Tartu (früher: Dorpat, früher deutsch auch Dörpt; russisch Дерпт Derpt, 11.–17. Jahrhundert, 1893–1918 Юрьев/Jurjew) ist die zweitgrößte Stadt Estlands nach dessen Hauptstadt Tallinn und Sitz der Universität Tartu, Estlands größter und ältester Universität. Die ehemalige Hansestadt im historischen Livland liegt im Kreis Tartu (Tartumaa) im Südosten des Landes, rund 180 Kilometer von Tallinn. 2024 war Tartu, neben Bad Ischl in Österreich und dem norwegischen Bodø, eine der drei Europäischen Kulturhauptstädte.

## Geografie und Klima

### Lage
Die Stadt Tartu liegt beiderseits des Flusses Emajõgi („Mutterfluss“, deutsch Embach), der den Kreis Tartu vom Võrtsjärv im Westen zum Peipussee nach Osten durchfließt. Über den Peipussee befindet sich Tartu im Einzugsgebiet der Narva. Bis zum Peipussee, auf dessen anderer Uferseite Russland beginnt, sind es von Tartu rund 40–45 Kilometer. Auf dem Landweg sind es etwa 100 Kilometer bis zum nächsten Grenzübergang nach Russland bei Petschory. Tartu ist etwa 180 Kilometer von Tallinn entfernt. Auch Lettland ist nicht weit entfernt: 245 Kilometer südwestlich liegt Riga, zur Grenzstadt Valga sind es 89 Kilometer.
Nördlich der Stadt liegt die gleichnamige Landgemeinde Tartu. Südlich befinden sich von West nach Ost die Gemeinden Elva, Nõo und Kambja. Im Westen grenzt die Gemeinde Luunja an Tartu, die als einzige flächenmäßig kleiner ist als Tartu selbst. Tartu ist die einzige Stadt im Kreis Tartu und die mit Abstand einwohnerreichste Gemeinde der Region.

### Klima
|                       | Jan  | Feb  | Mär  | Apr | Mai  | Jun  | Jul  | Aug  | Sep  | Okt | Nov  | Dez  |   |      |
| Mittl. Tagesmax. (°C) | −4,8 | −3,9 | 0,8  | 8,4 | 15,7 | 19,3 | 20,7 | 19,5 | 14,0 | 8,6 | 2,0  | −2,3 | ⌀ | 8,2  |
| Mittl. Tagesmin. (°C) | −9,6 | −9,4 | −5,3 | 0,3 | 6,0  | 10,3 | 11,9 | 11,2 | 7,3  | 3,1 | −1,6 | −6,7 | ⌀ | 1,5  |
|                       |      |      |      |     |      |      |      |      |      |     |      |      |   |      |
| Niederschlag (mm)     | 29   | 23   | 26   | 34  | 53   | 61   | 71   | 86   | 65   | 53  | 48   | 40   | Σ | 589  |
|                       |      |      |      |     |      |      |      |      |      |     |      |      |   |      |
| Sonnenstunden (h/d)   | 1,2  | 2,3  | 4,3  | 6,0 | 8,4  | 9,5  | 8,5  | 7,0  | 4,6  | 2,8 | 1,0  | 0,8  | ⌀ | 4,7  |
|                       |      |      |      |     |      |      |      |      |      |     |      |      |   |      |
| Regentage (d)         | 8    | 7    | 7    | 7   | 8    | 9    | 10   | 11   | 11   | 11  | 11   | 11   | Σ | 111  |
|                       |      |      |      |     |      |      |      |      |      |     |      |      |   |      |
| Luftfeuchtigkeit (%)  | 85   | 84   | 79   | 72  | 68   | 73   | 77   | 80   | 84   | 85  | 89   | 88   | ⌀ | 80,3 |

| −9,6 |

| −9,4 |

| −5,3 |

| 0,3 |

| 6,0 |

| 10,3 |

| 11,9 |

| 11,2 |

| 7,3 |

| 3,1 |

| −1,6 |

| −6,7 |

| −9,6 |

| −9,4 |

| −5,3 |

| 0,3 |

| 6,0 |

| 10,3 |

| 11,9 |

| 11,2 |

| 7,3 |

| 3,1 |

| −1,6 |

| −6,7 |

## Geschichte

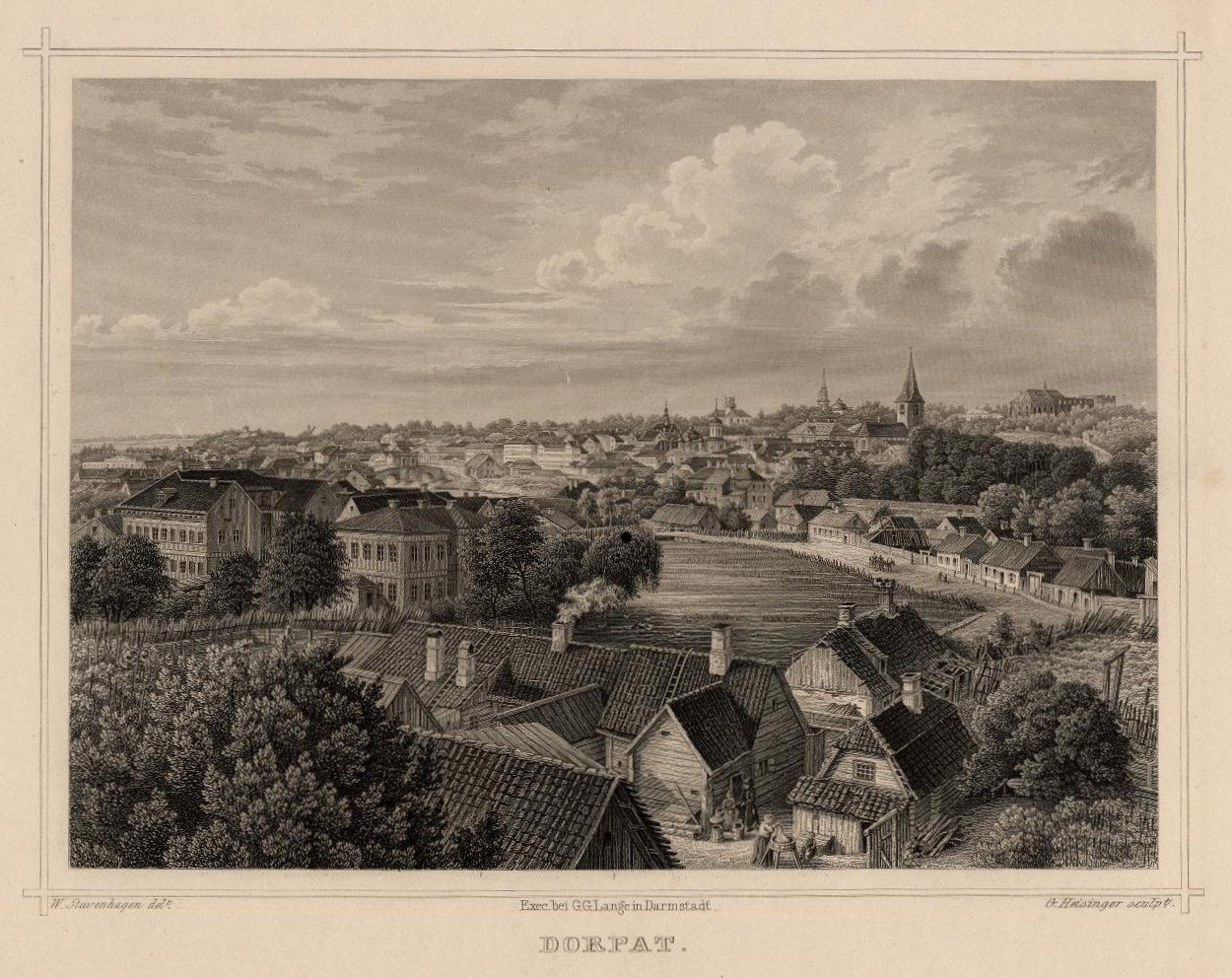
Tartu 1866

Die erste urkundliche Erwähnung unter dem Namen Tharbatas datiert aus dem Jahre 1030. Der Großfürst von Kiew, Jaroslaw der Weise, zerstörte im Jahre 1030 eine von vermutlich finno-ugrischen Einwohnern errichtete Holzfestung und errichtete unter dem Namen Jurjew (nach Juri, dem Taufnamen Jaroslaws) eine Festung. Im Jahre 1224 wurde die Estenburg Tharbatum durch den Schwertbrüderorden erobert. Sie wurde Sitz des Bischofs (bis 1558); vor der Burg entwickelte sich seit dem 13. Jahrhundert die Hansestadt. Im Mittelalter war Dorpat ein Bindeglied zwischen den Hansestädten (insbesondere Reval) und den russischen Städten Pleskau (Pskow) und Nowgorod. Dorpat gehörte seit 1721 zum russischen Zarenreich (Gouvernement Livland).
Ein Großfeuer zerstörte 1775 nahezu die gesamte Innenstadt. Die markantesten älteren Gebäude stammen aus dem 18. und vor allem aus dem 19. Jahrhundert. Nachdem auch das vorherige Rathausgebäude dem Brand zum Opfer gefallen war, wurde im 18. Jahrhundert das derzeitige Rathaus vom damaligen Stadtbaumeister, dem aus Rostock stammenden Johann Heinrich Bartholomäus Walther, entworfen und 1789 fertiggestellt. 

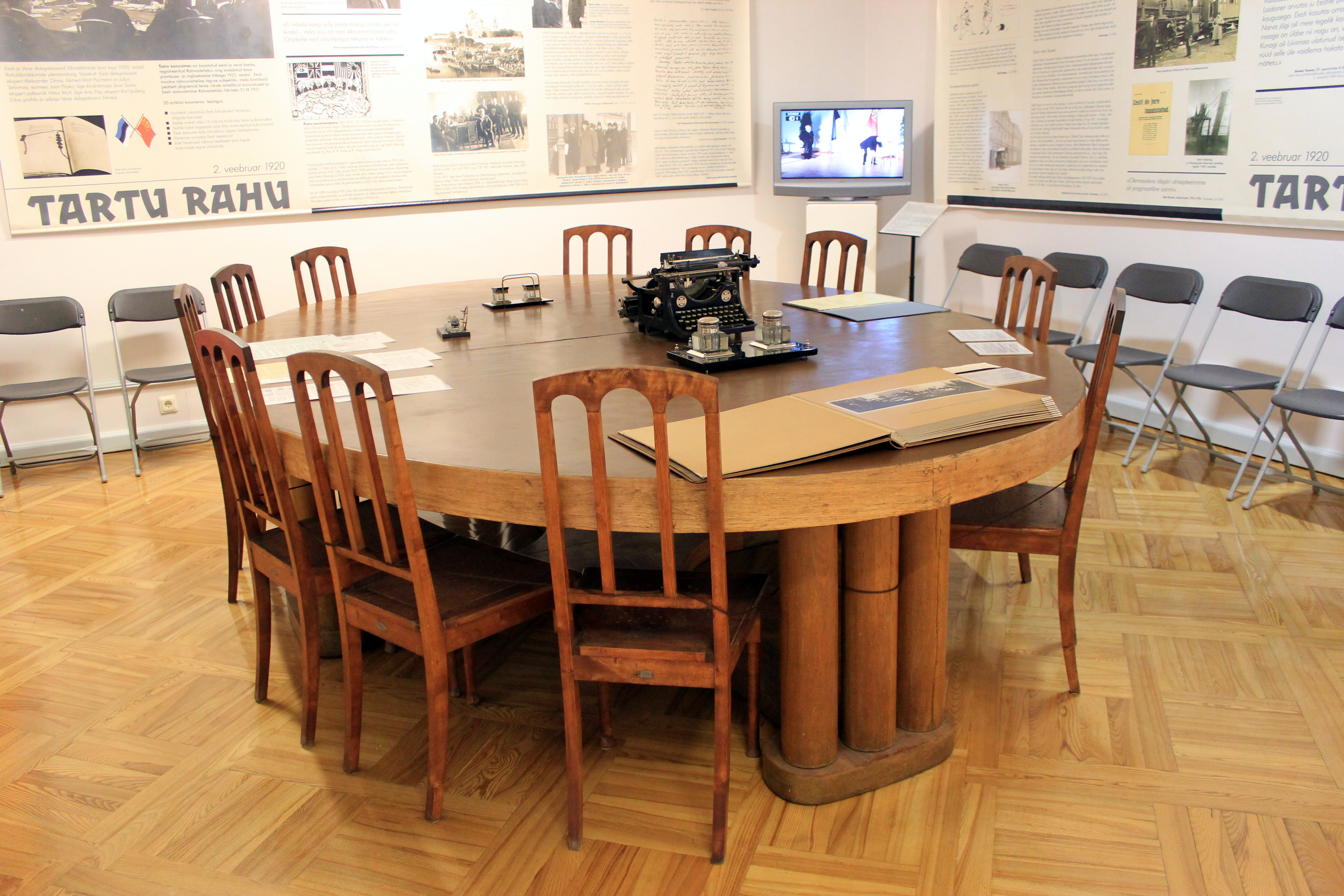
Originaler Verhandlungstisch des Friedensvertrages von Dorpat im Tartuer Stadtmuseum

1893 wurde die Stadt im Zuge der Russifizierung offiziell in Jurjew (Юрьев) umbenannt; die Verwendung des estnischen oder des deutschen Namens war teilweise verboten. Der russische Name setzte sich aber nicht durch, nicht einmal im Russischen. Als Estland 1918 die Unabhängigkeit erlangte, wurde der Name „Tartu“ offiziell. Sowohl Dorpat als auch Tartu stammen von dem altestnischen Namen Tarbata ab, mit der möglichen Bedeutung „Auerochse“.
Der Anteil Deutschsprachiger in Dorpat betrug 1897 etwa 17 %. Das Deutsche Theater bestand im 19. und frühen 20. Jahrhundert. 
Am 2. Februar 1920 wurde in Tartu der Friede von Dorpat zwischen Estland und Sowjetrussland unterzeichnet, in dem letzteres Estlands Unabhängigkeit „auf alle Zeiten“ anerkannte.
In den 1930er-Jahren erschienen in Dorpat die Baltischen Familiengeschichtlichen Mitteilungen.
Im Zweiten Weltkrieg wurde Tartu 1940 von der Roten Armee besetzt und Teil der Estnischen Sowjetrepublik, am 7. Juli 1941 von der Wehrmacht eingenommen und am 18. September 1944 erneut von der Roten Armee erobert. In der Stadt bestand das sowjetische Kriegsgefangenenlager 331 für deutsche Kriegsgefangene des Zweiten Weltkriegs.
Im Juli 2005 fanden in Tartu die 25. Internationalen Hansetage statt.
Am 23. Juni 2016 wurde Tartu als 62. Stadt der Ehrentitel „Reformationsstadt Europas“ durch die Gemeinschaft Evangelischer Kirchen in Europa verliehen.

## Politik
- SDE: 5
- E200: 8
- RE: 19
- I: 5
- EKRE: 8
- Unabh.: 4

### Stadtrat
Der Stadtrat wurde zuletzt bei den Kommunalwahlen in Estland 2021 neu gewählt. Die Estnische Reformpartei (RE) wurde stärkste Kraft und schloss eine Koalitionsvereinbarung mit der konservativen Vaterlandspartei (I) und den estnischen Sozialdemokraten (SDE).

### Städtepartnerschaften
Partnerstädte von Tartu sind:
| - St. Petersburg, Russland - Ägina, Griechenland - Siena, Italien | - Ningbo, China - Gaziantep, Türkei - Kutaissi, Georgien |

Zudem besteht eine Städtefreundschaft mit  Greifswald, Deutschland (seit 2006).

## Bevölkerung
| Jahr | Bevölkerung | Jahr | Bevölkerung |
| ---- | ----------- | ---- | ----------- |
| 1825 | 8.450       | 1934 | 58.876      |
| 1833 | 10.020      | 1939 | 60.281      |
| 1840 | 12.203      | 1959 | 74.263      |
| 1847 | 12.185      | 1970 | 90.459      |
| 1856 | 12.914      | 1979 | 104.518     |
| 1863 | 14.386      | 1989 | 113.977     |
| 1867 | 21.014      | 2000 | 98.695      |
| 1881 | 29.974      | 2010 | 103.284     |
| 1897 | 42.308      | 2015 | 96.310      |
| 1922 | 50.342      | 2020 | 96.123      |
| 2025 | 100.685     |      |             |

### Historische Bevölkerungsverteilung
| Bevölkerung | 1867   | 1867 | 1881   | 1881 | 1897   | 1897 | 1922   | 1922 | 1934   | 1934 |
| Bevölkerung | Zahl   | %    | Zahl   | %    | Zahl   | %    | Zahl   | %    | Zahl   | %    |
| ----------- | ------ | ---- | ------ | ---- | ------ | ---- | ------ | ---- | ------ | ---- |
| Esten       | 9.720  | 46,3 | 16.526 | 55,4 | 29.039 | 68,6 | 42.459 | 84,5 | 51.559 | 87,6 |
| Deutsche    | 8.907  | 42,4 | 10.486 | 35,2 | 7.020  | 16,6 | 3.210  | 6,4  | 2.706  | 4,6  |
| Russen      | 1.866  | 8,9  | 1.818  | 6,1  | 3.689  | 8,7  | 2.570  | 5,1  | 2.640  | 4,5  |
| Andere      | 521    | 2,5  | 1.144  | 3,8  | 2.560  | 6,1  | 2.103  | 4,2  | 1.971  | 3,3  |
| Summe       | 21.014 | 100  | 29.974 | 100  | 42.308 | 100  | 50.342 | 100  | 58.876 | 100  |

## Bildung

### Universität Tartu
Tartu ist eine typische Studentenstadt, dominiert von der 1632 von König Gustav II. Adolf gegründeten Universität Dorpat, die 1802 von Deutsch-Balten mit Hilfe Zar Alexanders I. als einzige deutschsprachige Universität des Russischen Zarenreiches neu gegründet wurde. Erster Rektor der Universität wurde der aus Livland stammende Georg Friedrich Parrot, an den die Inschrift auf der „ingli sild“ / „Engelsbrücke“ am Domberg erinnert. Die Universität wurde zu einer Mittlerin zwischen der russischen und der deutschen Kultur bzw. war Drehscheibe der west-östlichen Beziehungen, gleichzeitig aber auch zum Geburtsort der estnischen und lettischen nationalen Erweckung. Die estnischen Nationalfarben waren ursprünglich die der Studentenverbindung „Verein Studierender Esten“ an der Universität. Während der Jahre 1886 bis 1889 fand eine kompromisslose Russifizierung statt, in deren Zuge Deutsch von Russisch als Lehrsprache abgelöst wurde, weshalb die Mehrzahl der einstmals zu über 90 % deutschen Lehrkräfte nach Deutschland wechselte. Nach 1919 wurde die Universität die Nationaluniversität (estnisch Eesti Vabariigi Tartu Ülikool) der nunmehr unabhängigen Republik Estland und blieb auch in der darauffolgenden Sowjetzeit (1940–1991) die wichtigste Universität in Estland. Heute ist die Universität Tartu die einzige Volluniversität Estlands und die Mutteruniversität für die Technische Universität Tallinn und die Universität für Biowissenschaften.
Im Jahr 2004 standen 18.000 Studenten 135 Professoren und 700 weitere Lehrkräfte gegenüber. Etwa 440 Personen sind in der Forschung tätig. Sie können mit 4000 wissenschaftlichen Veröffentlichungen jährlich aufwarten. An der Universität sind viele Studentenverbindungen aktiv, die im Vergleich zu Deutschland einen regen Zulauf an neuen Mitgliedern haben. In Tartu befindet sich auch eine moderne medizinische Forschungseinrichtung, das Biomeedikum.

### Hochschulen und Schulen (Auswahl)
Tartu ist einer von sechs Standorten der privaten Estonian Entrepreneurship University of Applied Sciences (EEUAS), Ferner verfügt die Stadt über eine Kunstschule, das Tartu Raatuse Gümnaasium (einer Schule mit zahlreichen Beziehungen zum deutschen Sprachraum) und das Tartu Waldorfgümnaasium.
Weiterhin befinden sich in Tartu zwei Lehreinrichtungen der Streitkräfte: die Estnische Nationalverteidigungsakademie und das gemeinsam mit den beiden anderen baltischen Staaten betriebene Baltic Defence College.

## Kultur und Sehenswürdigkeiten

### Stadtverwaltung und Kirchen
Sehenswert ist die gesamte Altstadt Tartus mit dem klassizistischen Rathaus, das 1782–1789 nach Plänen und unter Leitung des aus Rostock gebürtigen Architekten Johann Heinrich Bartholomäus Walther (1734–1802) entstand. Am Rathausplatz befindet sich das Kunstmuseum in einem 1793 errichteten klassizistischem Gebäude, das einseitig abgesunken ist, aber stabilisiert werden konnte.
Das klassizistische Universitätshauptgebäude wurde von 1805 bis 1809 nach Entwurf des Architekten Johann Wilhelm Krause errichtet. Auf dem Domberg, estnisch Toomemägi, befinden sich die Ruine des mittelalterlichen Doms (deren ausgebauter Chor erst als Universitätsbibliothek diente und jetzt das Universitätsmuseum beherbergt) sowie weitere Baulichkeiten der Universität, wie das Observatorium (58° 22′ 44″ N, 26° 43′ 12″ O, Teil des Weltkulturerbes Struve-Bogen) sowie das alte anatomische Theater der Universität, in dem bis Mitte der 1990er Jahre noch anatomische Vorlesungen gehalten wurden. Ursprünglich eine Rotunde, wurde es 1825–1827 mit halbkreisförmigen Flügeln fertiggestellt, die von Johann Wilhelm Krause entworfen wurden. Seine endgültige Form erhielt das Gebäude durch einen größeren Erweiterungsbau nach Plänen von Karl Rathaus von 1856 bis 1860. Zahlreiche weitere Universitätsgebäude liegen über die Stadt verstreut.
Weithin sichtbar ist die mittelalterliche Johanniskirche, ein gotischer Backsteinbau mit kunsthistorisch bedeutsamen Terrakottafiguren, dessen Wiederaufbau nach Zerstörung im Zweiten Weltkrieg 2005 abgeschlossen wurde.
Die Peterskirche wurde 1882–1884 nach dem Projekt des Architekten Viktor Schröter im neugotischen Stil erbaut und im September 1884 geweiht. 1903 wurden der Westturm und die Seitentürme unter dem Architekten Georg Hellat fertiggestellt.
Die Paulskirche wurde als monumentales Backsteingebäude im Jugendstil mit rechteckigem Grundriss und einem Granitsockel zwischen 1915 und 1919 erbaut. Am 25. August 1944 brannte die Kirche ab, wurde teilweise wieder aufgebaut und am 3. Juli 1966 geweiht. Sie wurde zwischen 2008 und 2015 umfassend renoviert. Der Architekt der Kirche war Eliel Saarinen.
Die Marienkirche in Tartu wurde 1842 im spätklassizistischen Stil nach Entwurf des Architekten Georg Friedrich Geist (1782–1846) errichtet. Im Juli 1941 lag die Kirche nach einem Bombenangriff sowjetischer Truppen in Trümmern. 1956 wurde die Ruine für eine Nutzung als Turnhalle hergerichtet. Der kriegszerstörte Kirchturm wurde 2021–2024 wiederaufgebaut.
Die katholische Kirche der Unbefleckten Empfängnis wurde zwischen 1862 und 1899 nach dem Projekt von Wilhelm Schilling im neugotischen Stil errichtet.
Die orthodoxe Kathedrale Mariä Himmelfahrt wurde 1783 im frühklassizistischen Stil erbaut.
Die orthodoxe Georgskirche wurde 1870 im neobyzantinischen Stil errichtet.
Die orthodoxe Alexanderkirche wurde zwischen 1914 und 1918 von dem russischen Architekten Wladimir Lunsky (1862–1920) im neobyzantinischen Stil errichtet.

### Kunst- und Kulturbauten
In Tartu sind mehrere Theater, Bühnen und Kunstprojekte sowie verschiedene Ausstellungen zur Geschichte der Stadt und der Universität vorhanden. Neben dem Botanischen Garten der Universität gibt es mehrere Parks und Grünflächen in der Altstadt (z. B. Domberg, Barclay-Park) sowie am Fluss Embach entlang.
Tartu ist Sitz des 2016 eröffneten Estnischen Nationalmuseums sowie des Estnischen Literaturmuseums. Das Stadtmuseum Tartu befindet sich in einem barocken Adelspalais aus dem 18. Jahrhundert, dem sogenannten Katharinenhaus.
2019 wurde Tartu als Kulturhauptstadt Europas 2024 ausgewählt.
Das Institut für deutsche Kultur in Tartu befindet sich in der Kastani 1 im ehemaligen Gebäude der deutschbaltischen Studentenverbindung Corporation Neobaltia (gegründet 1879, suspendiert 1939), das von 1902 bis 1904 nach Entwurf des Architekten Rudolf von Engelhardt (1857–1913) errichtet wurde.

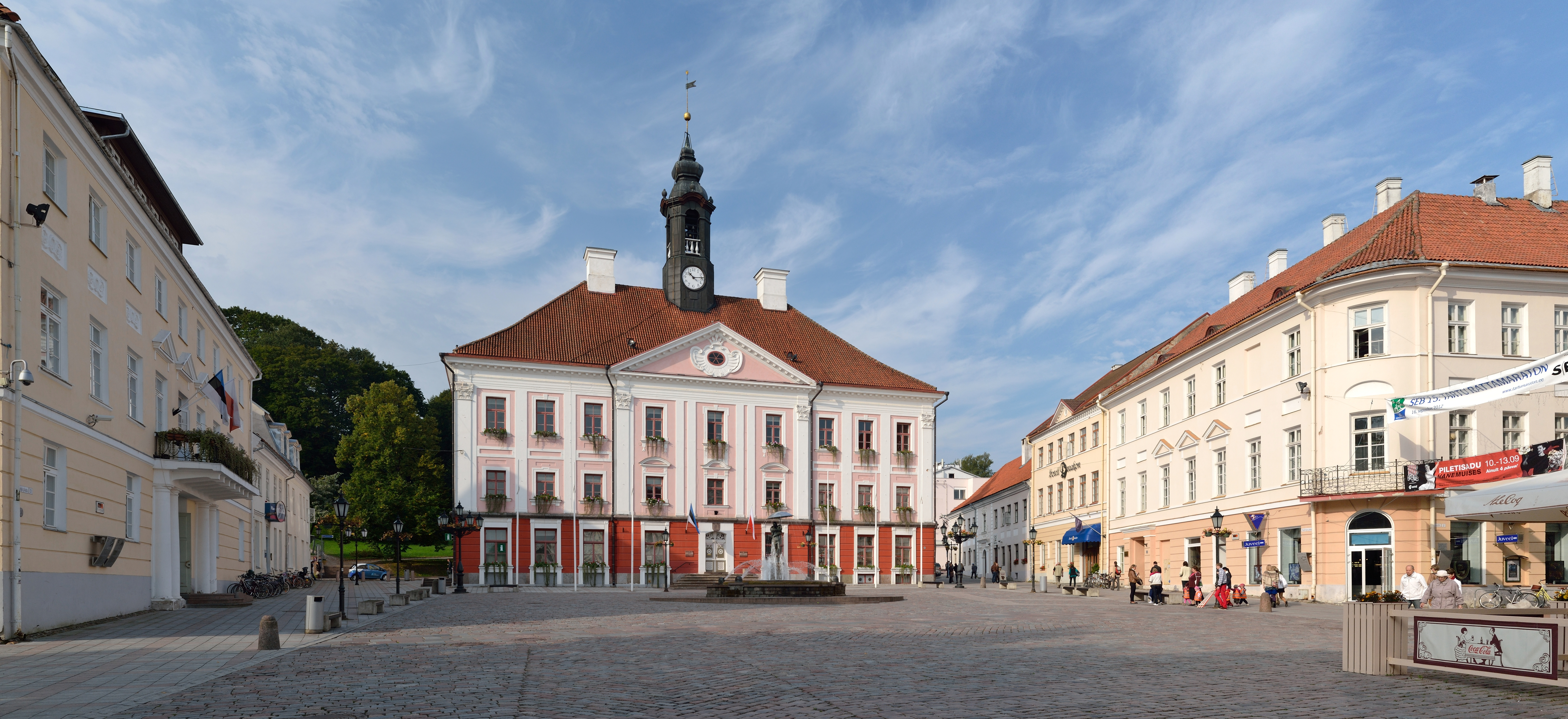
Rathaus
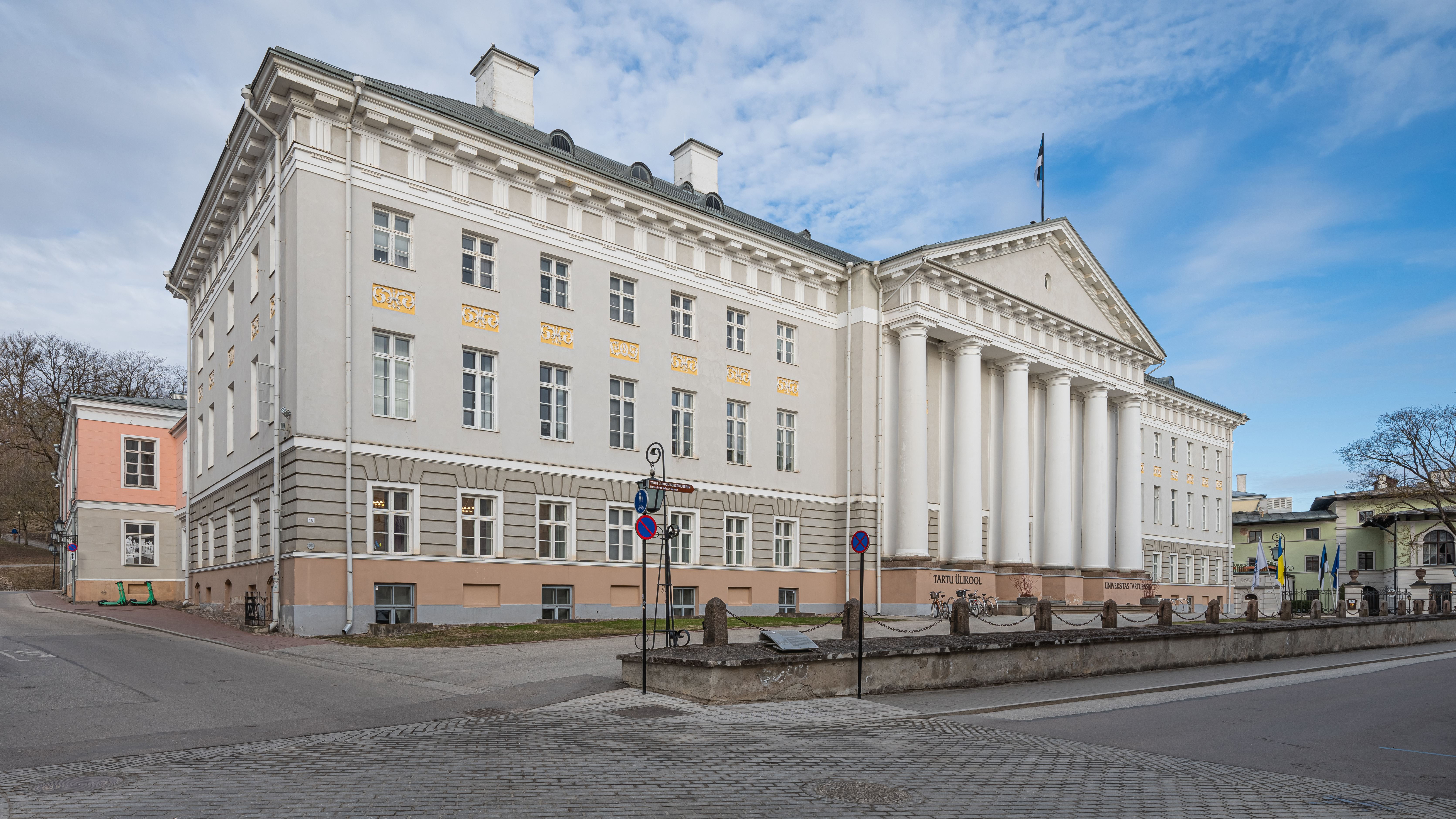
Hauptgebäude der Universität Tartu
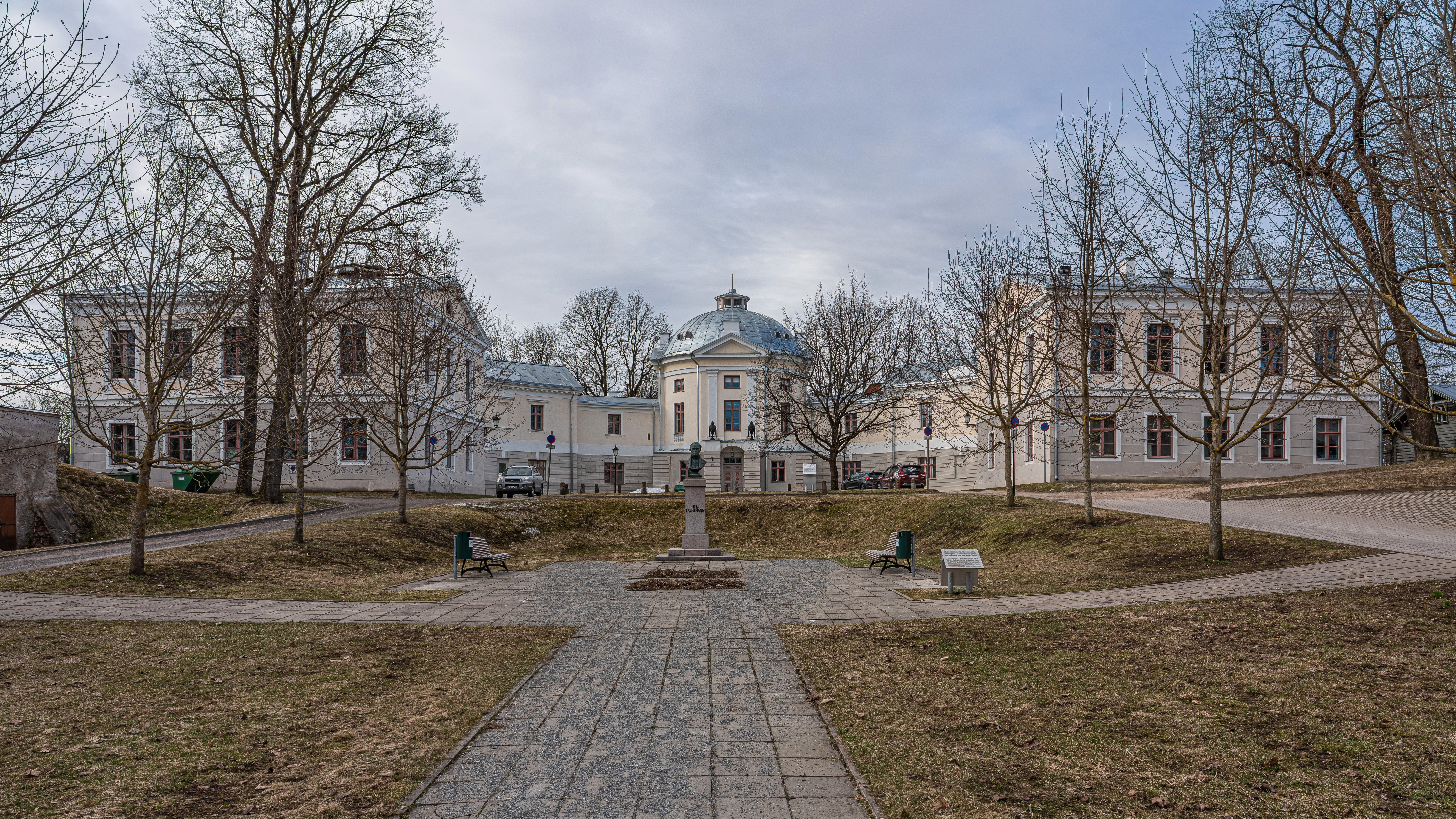
Altes anatomisches Theater der Universität
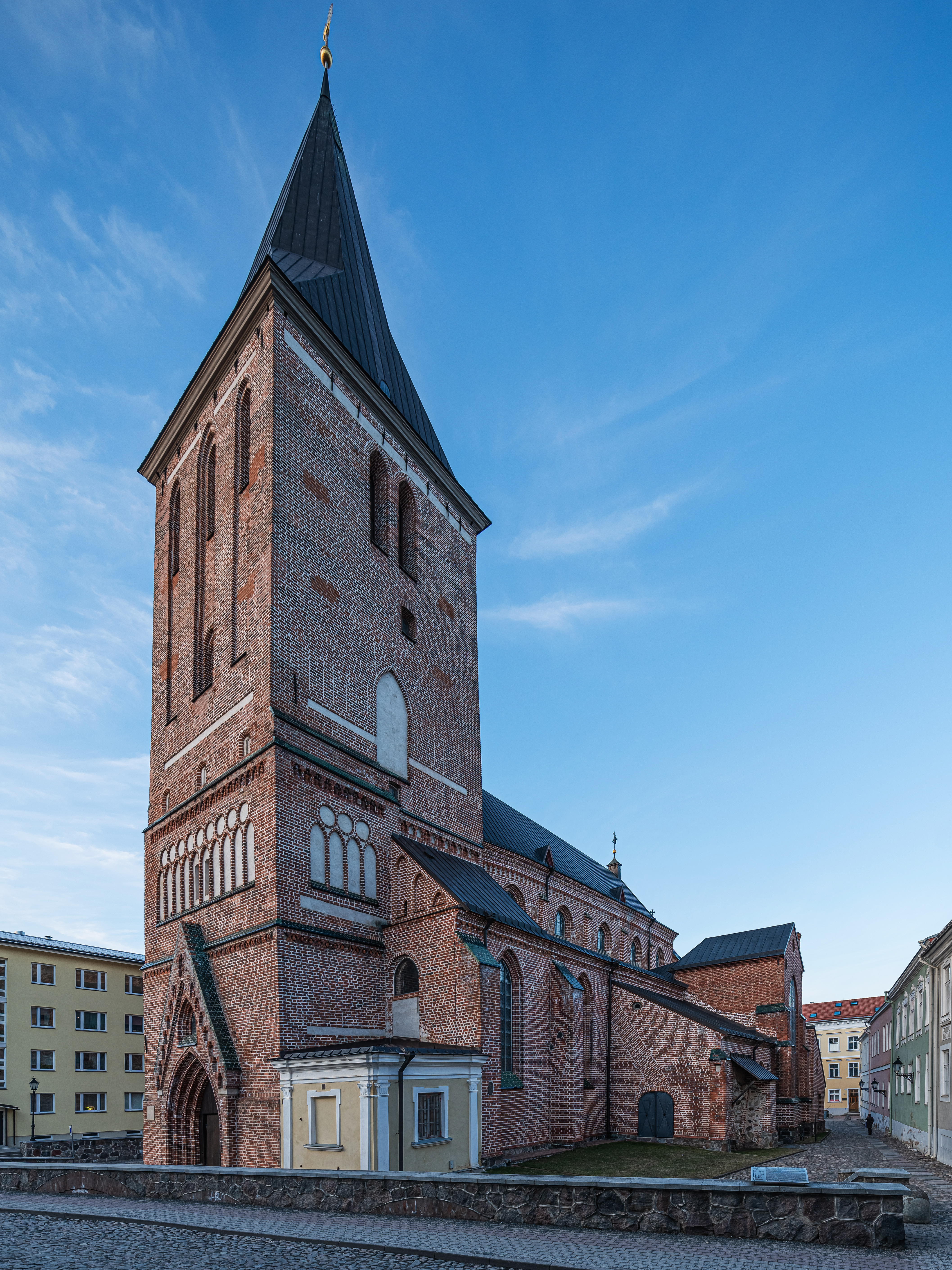
Johanniskirche
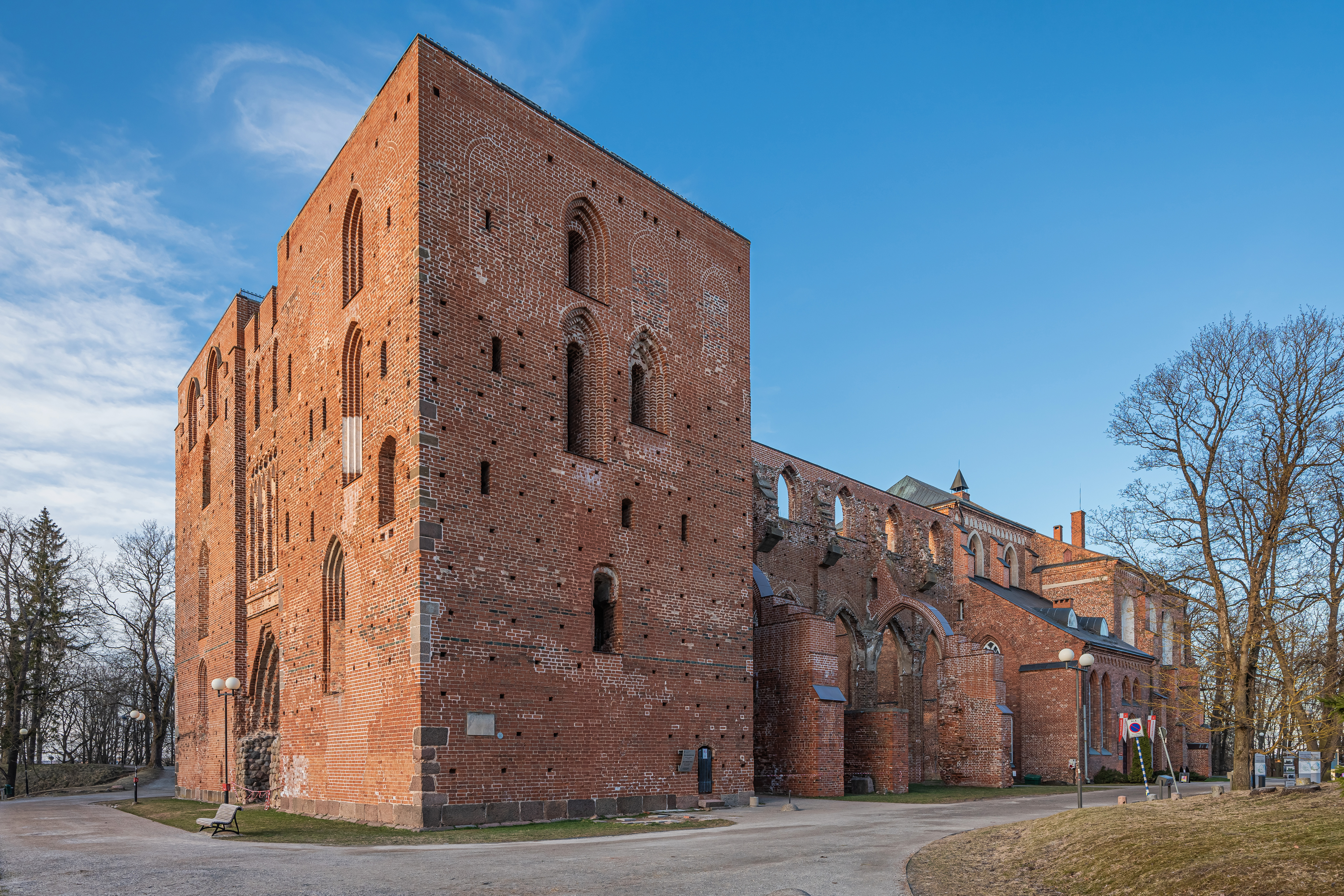
Dom zu Tartu (Teil-Ruine)
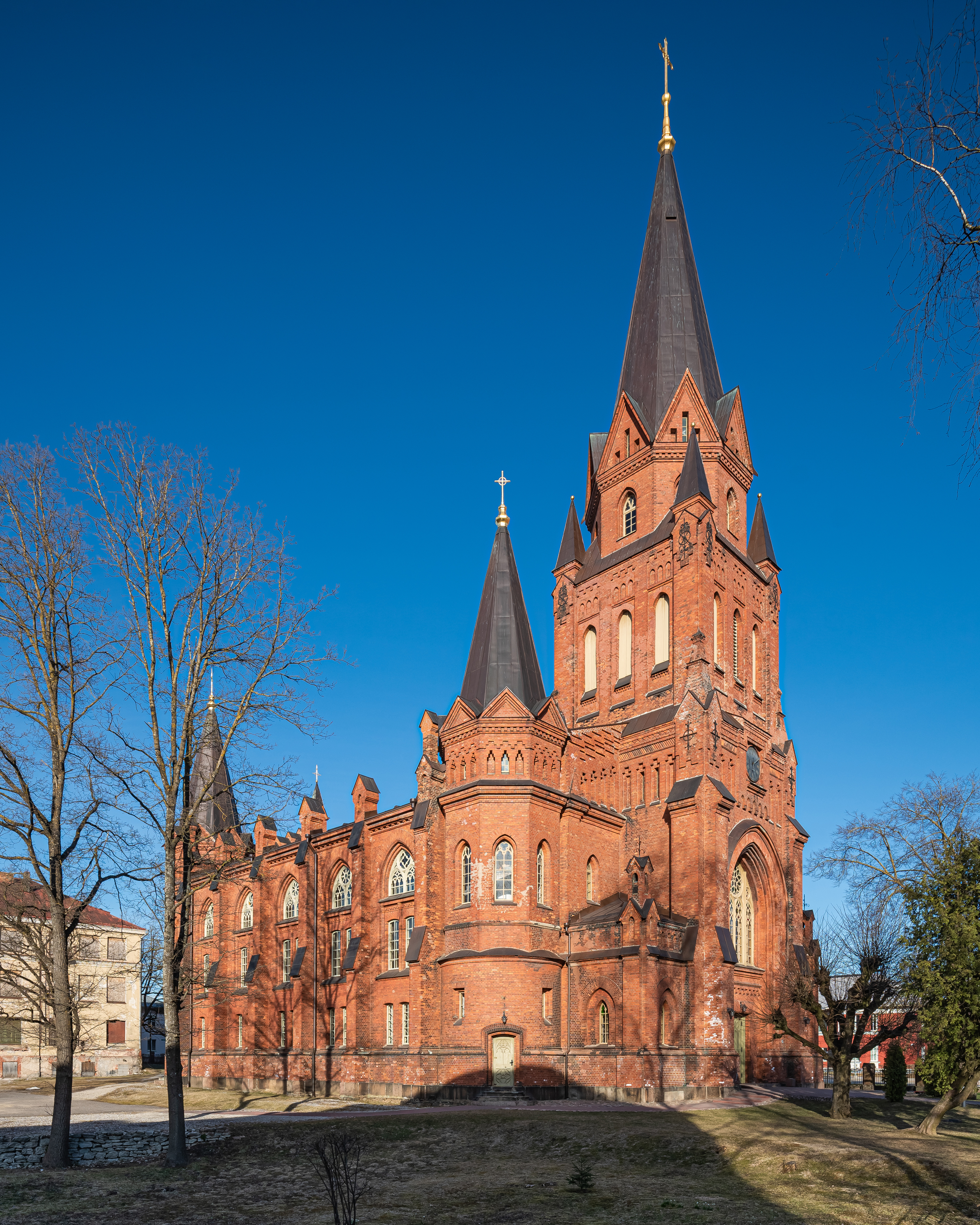
Peterskirche
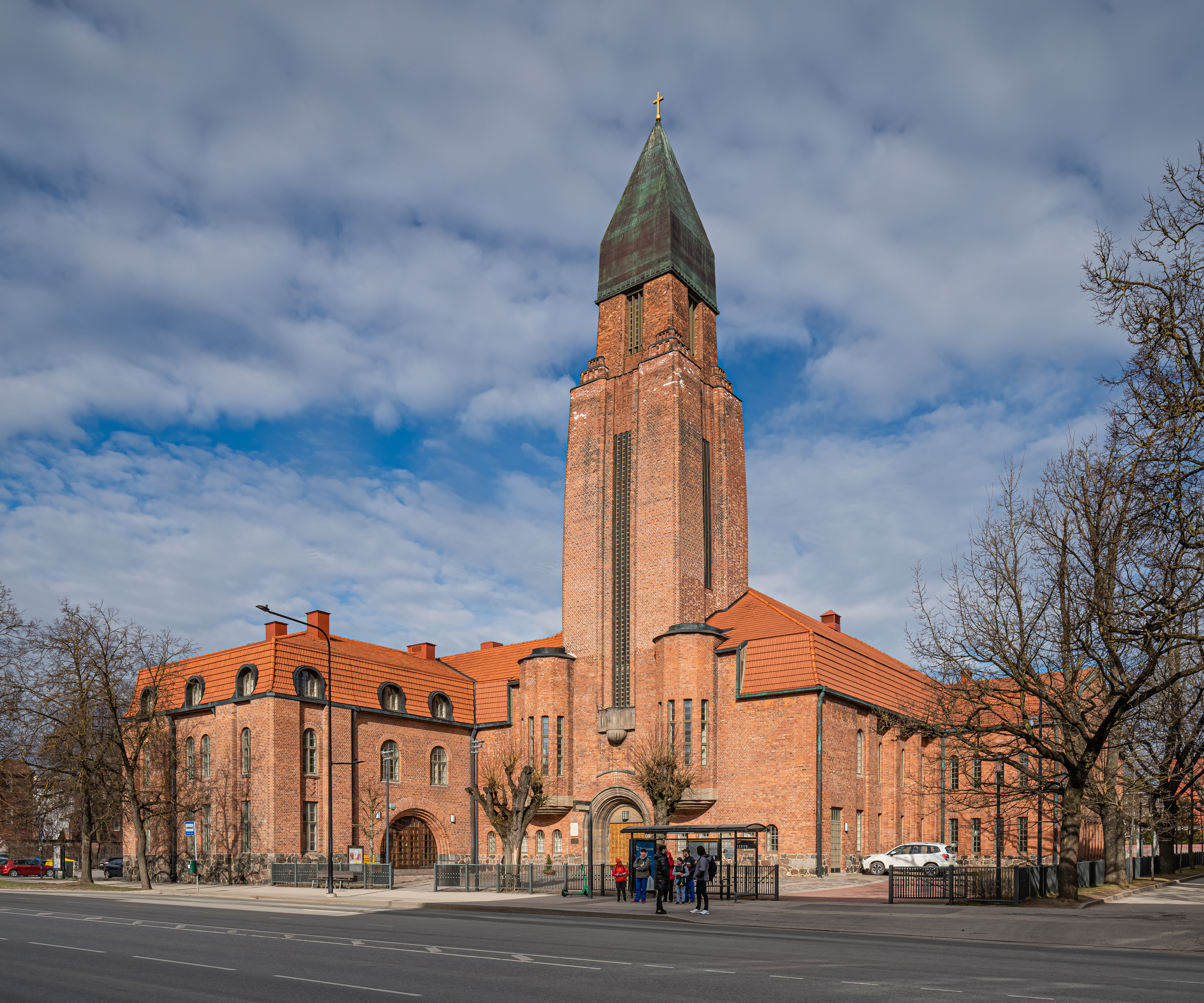
Paulskirche
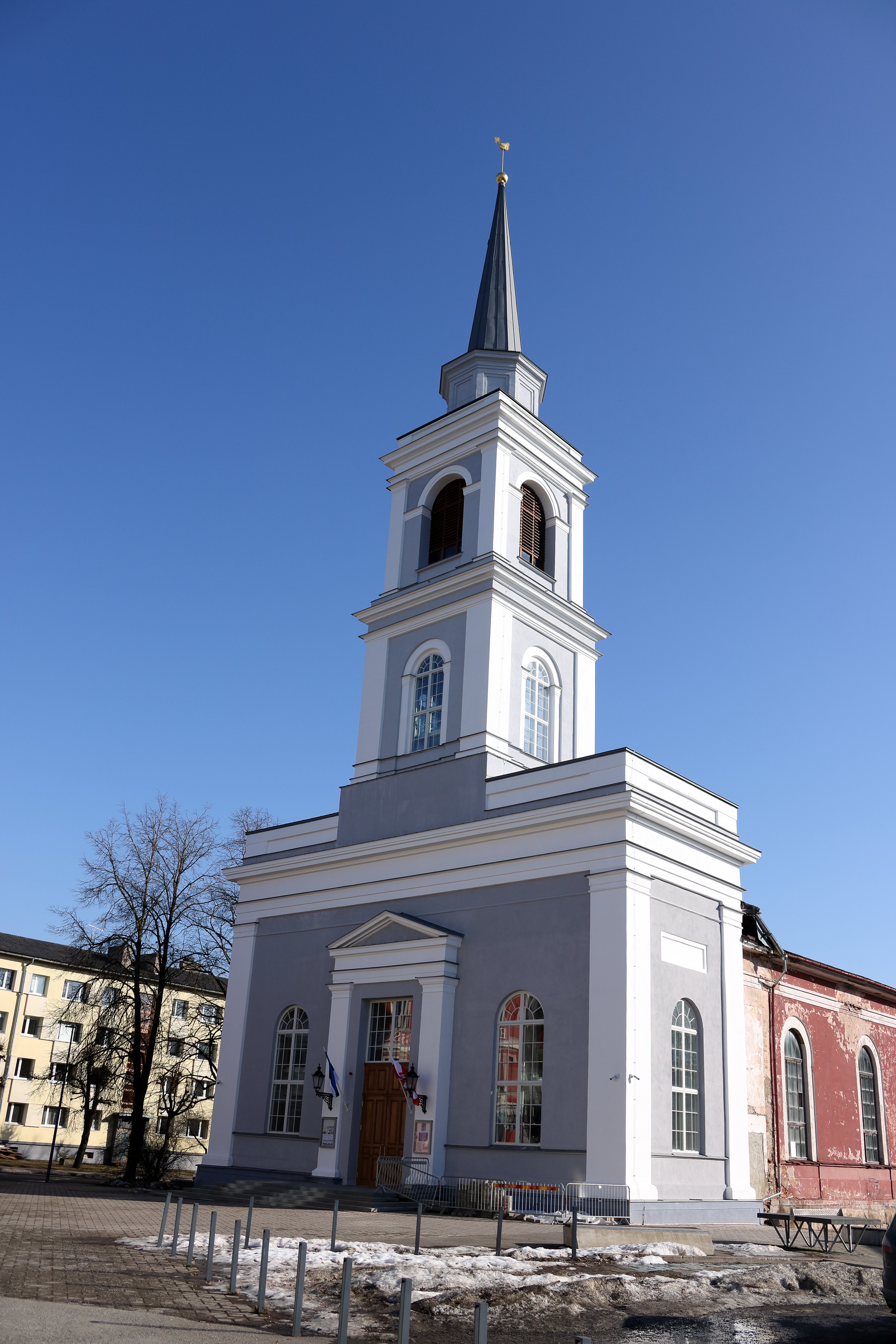
Marienkirche
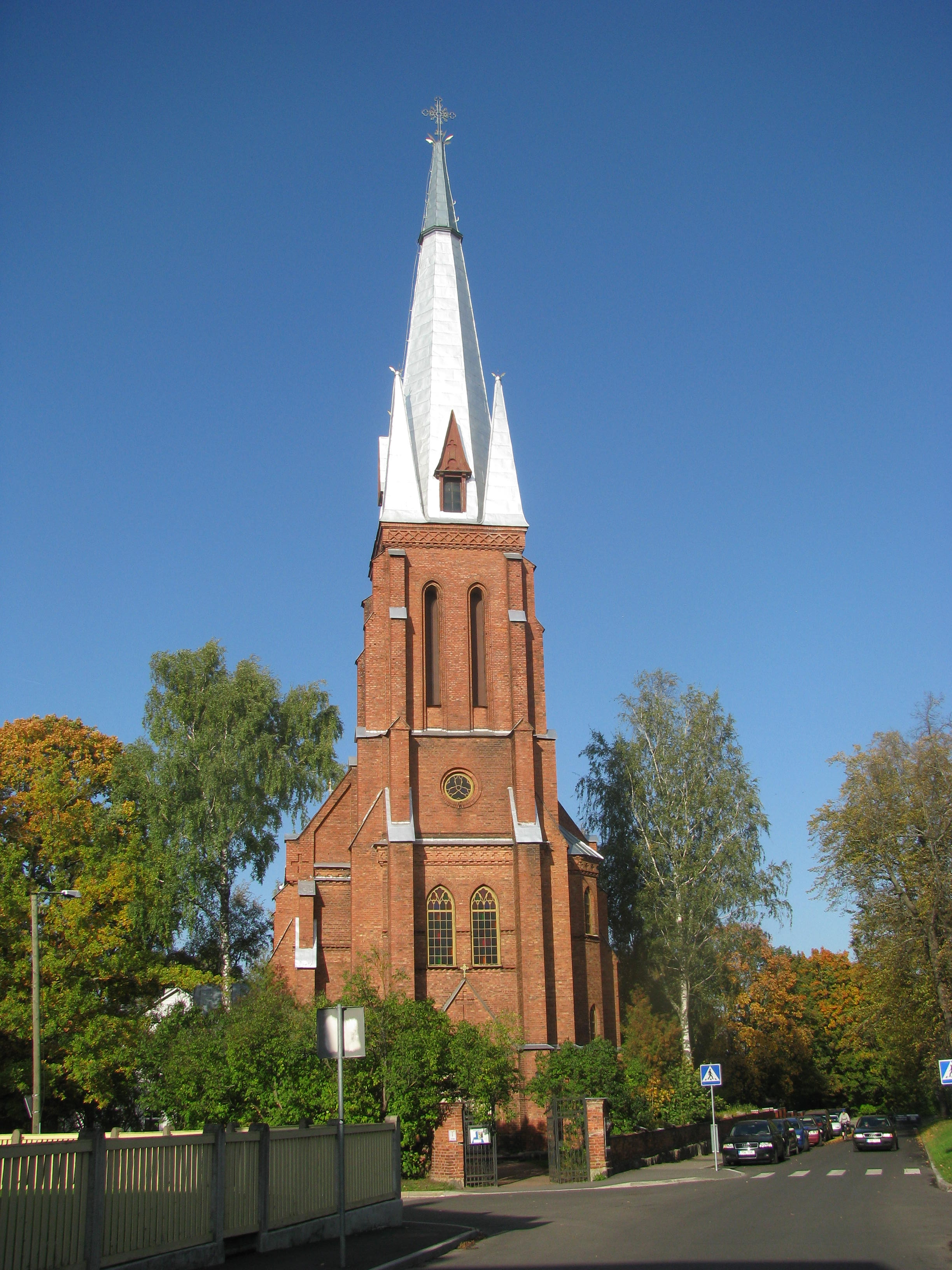
Katholische Kirche
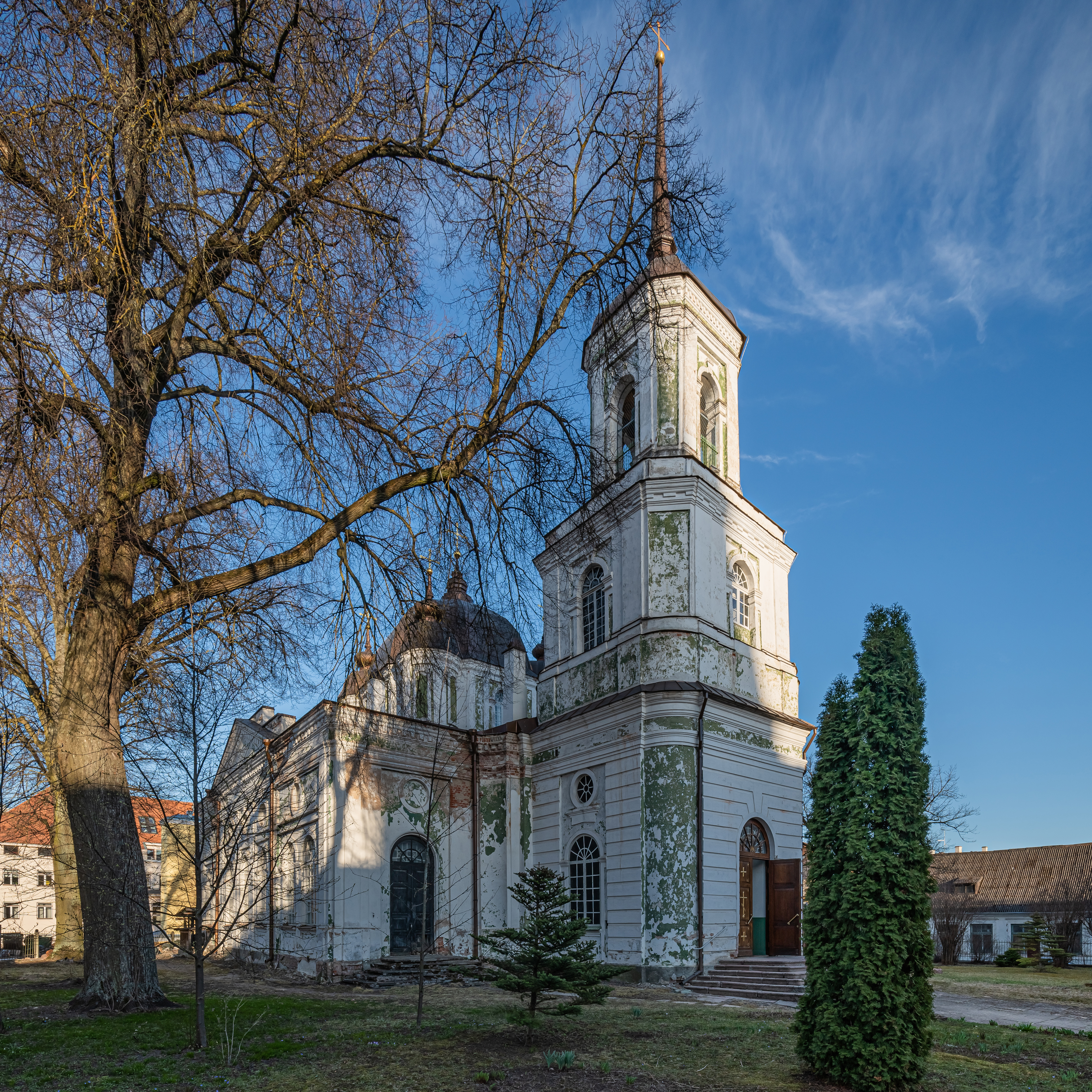
Kirche Mariä Himmelfahrt
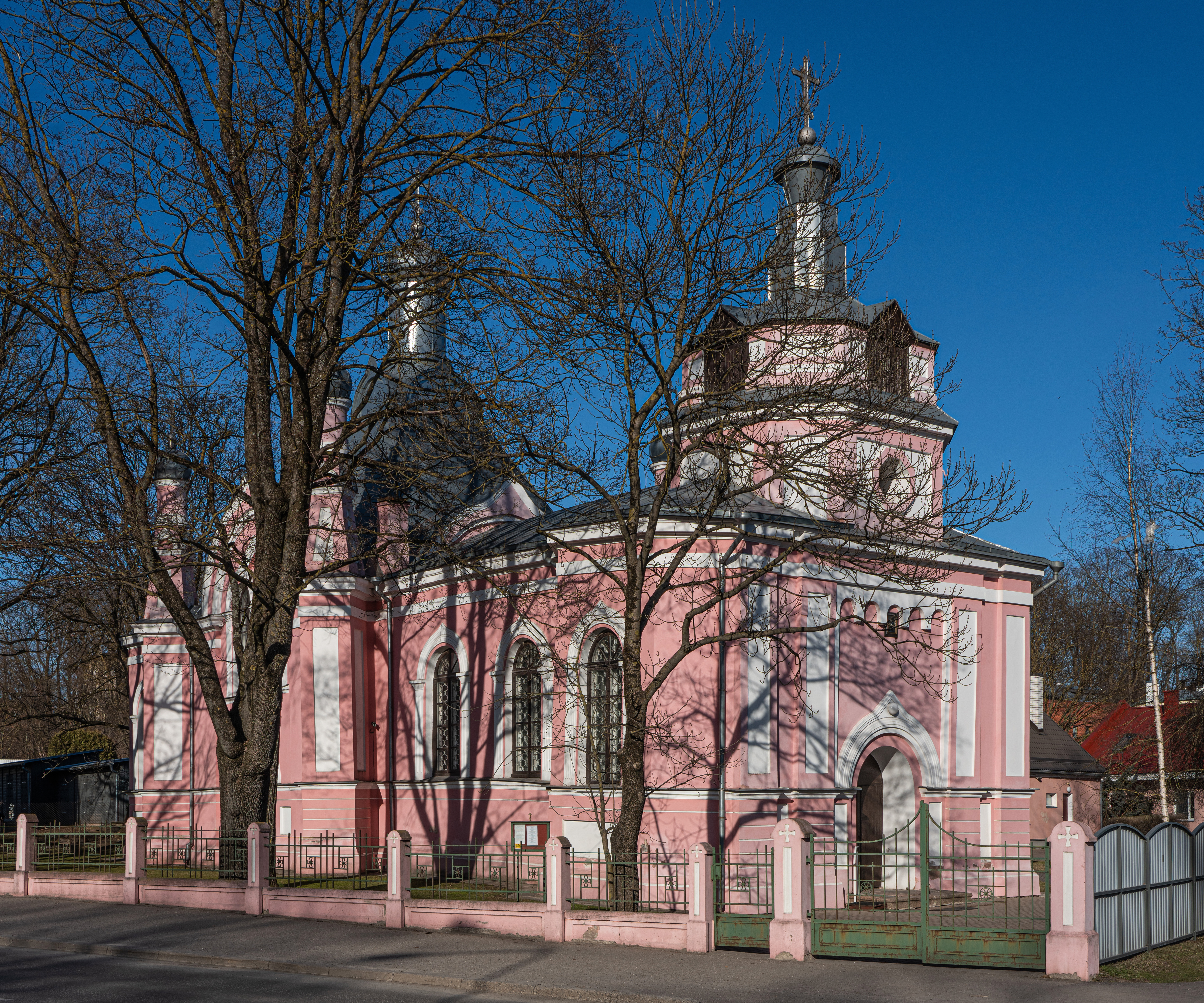
Georgskirche
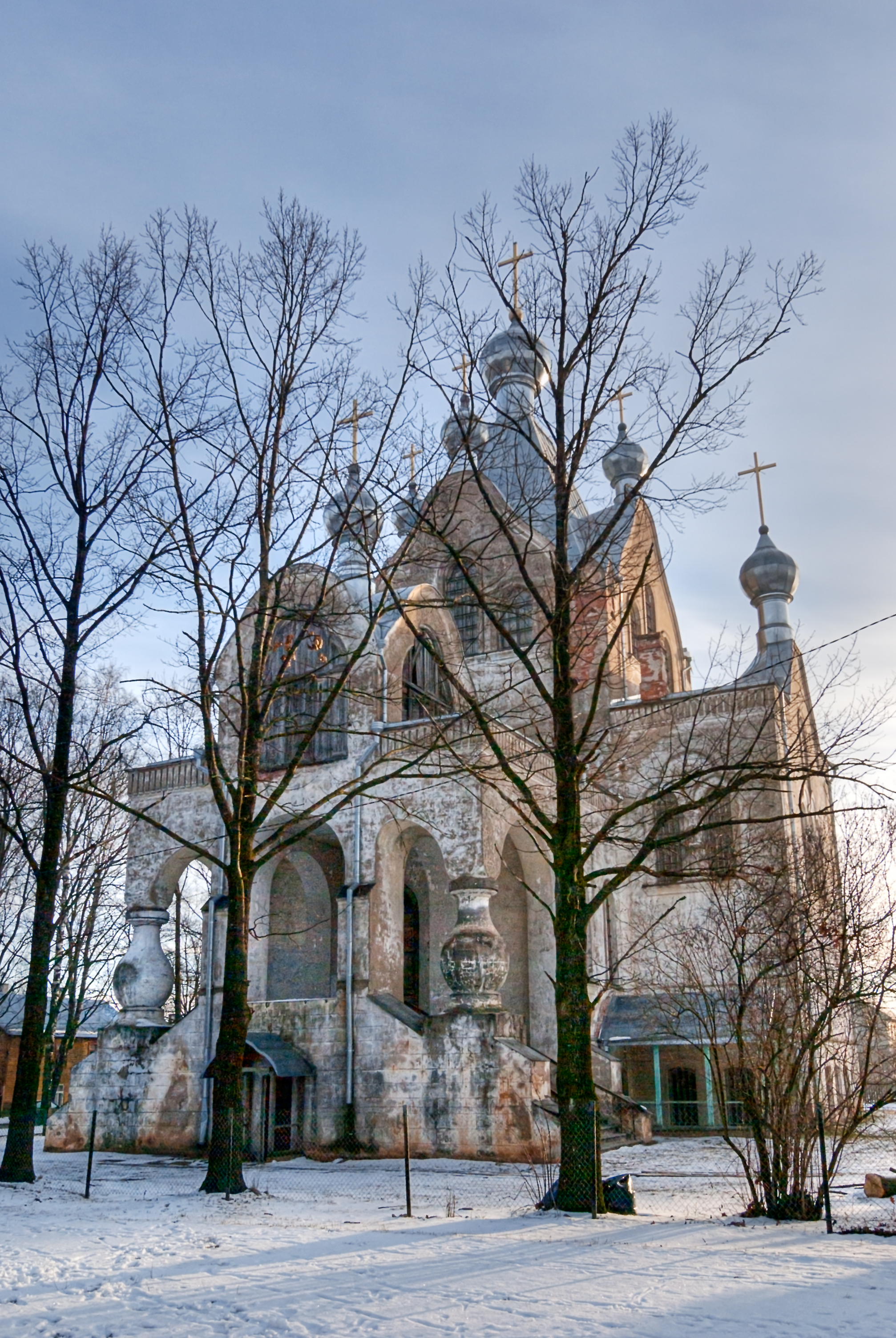
Alexanderkirche
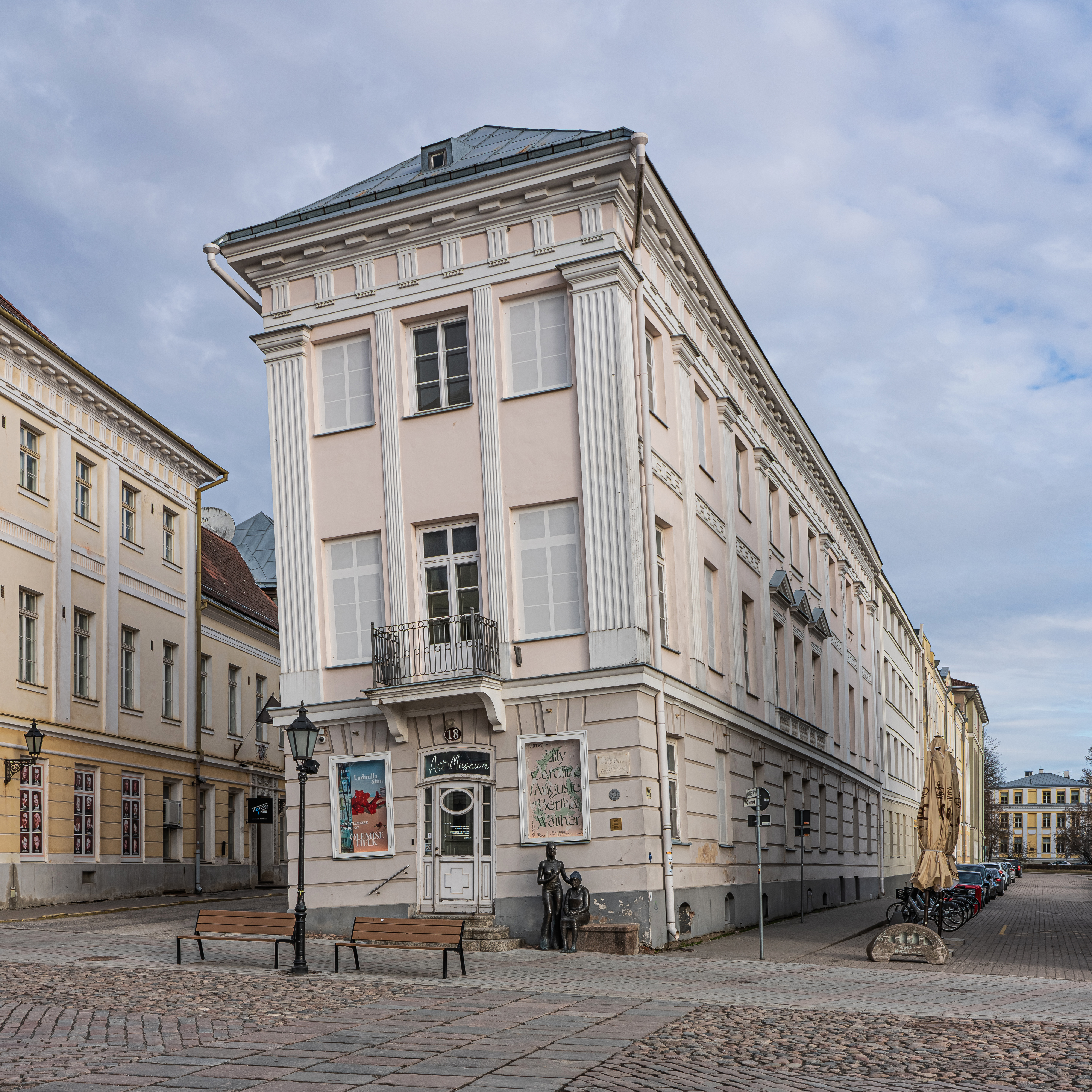
Tartu Kunstimuuseum
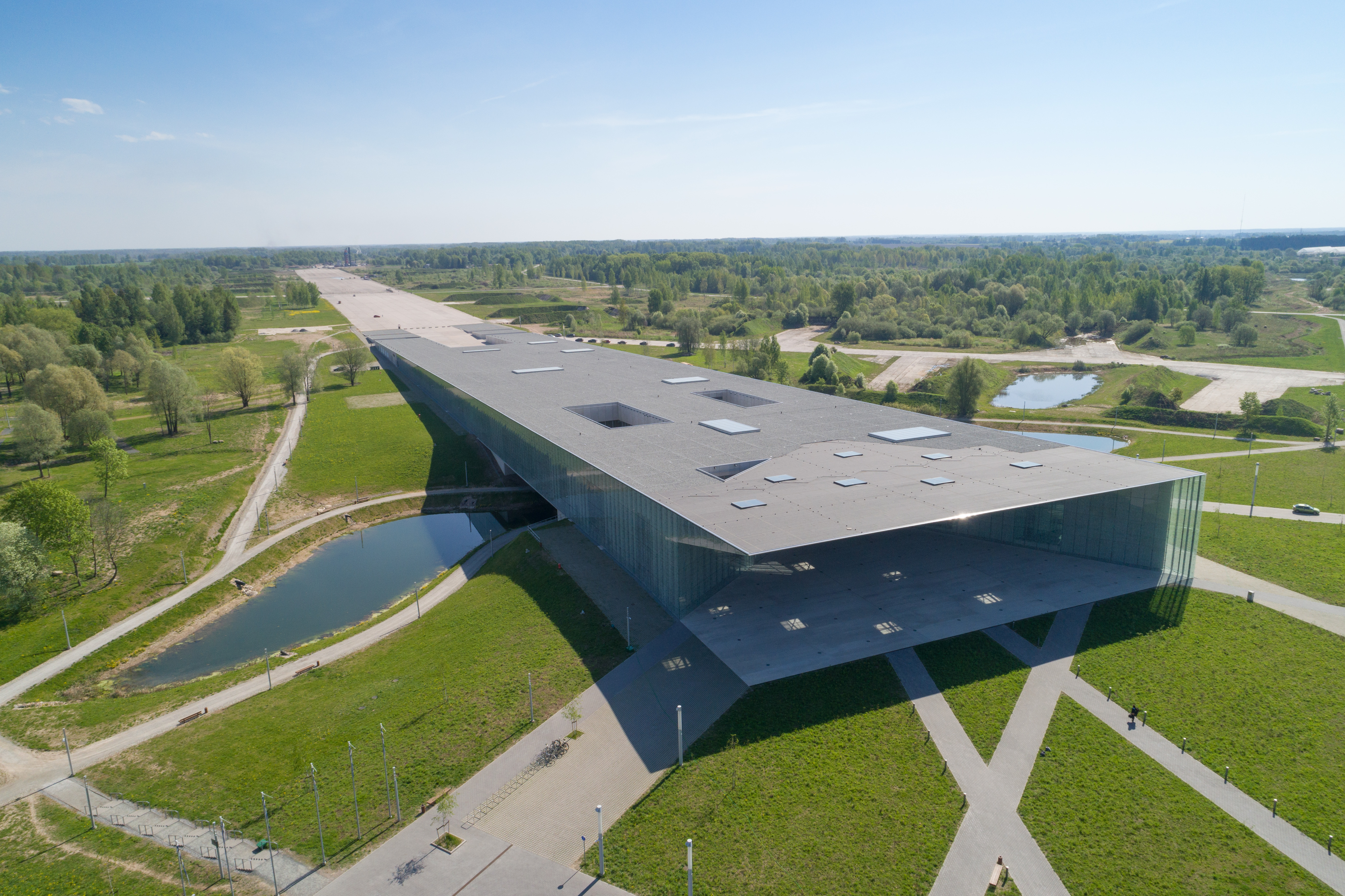
Hauptgebäude des Estnischen Nationalmuseums
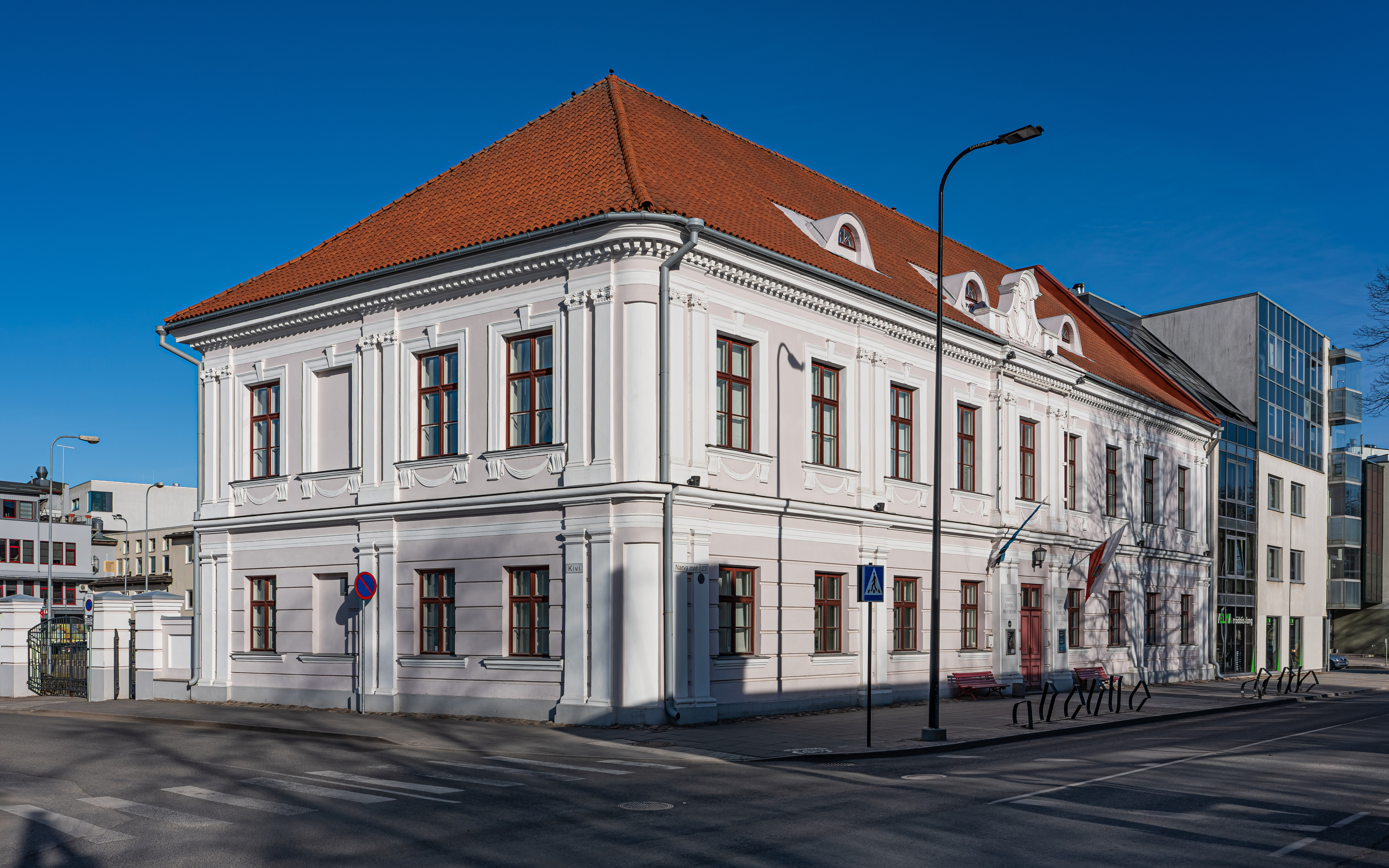
Stadtmuseum Tartu
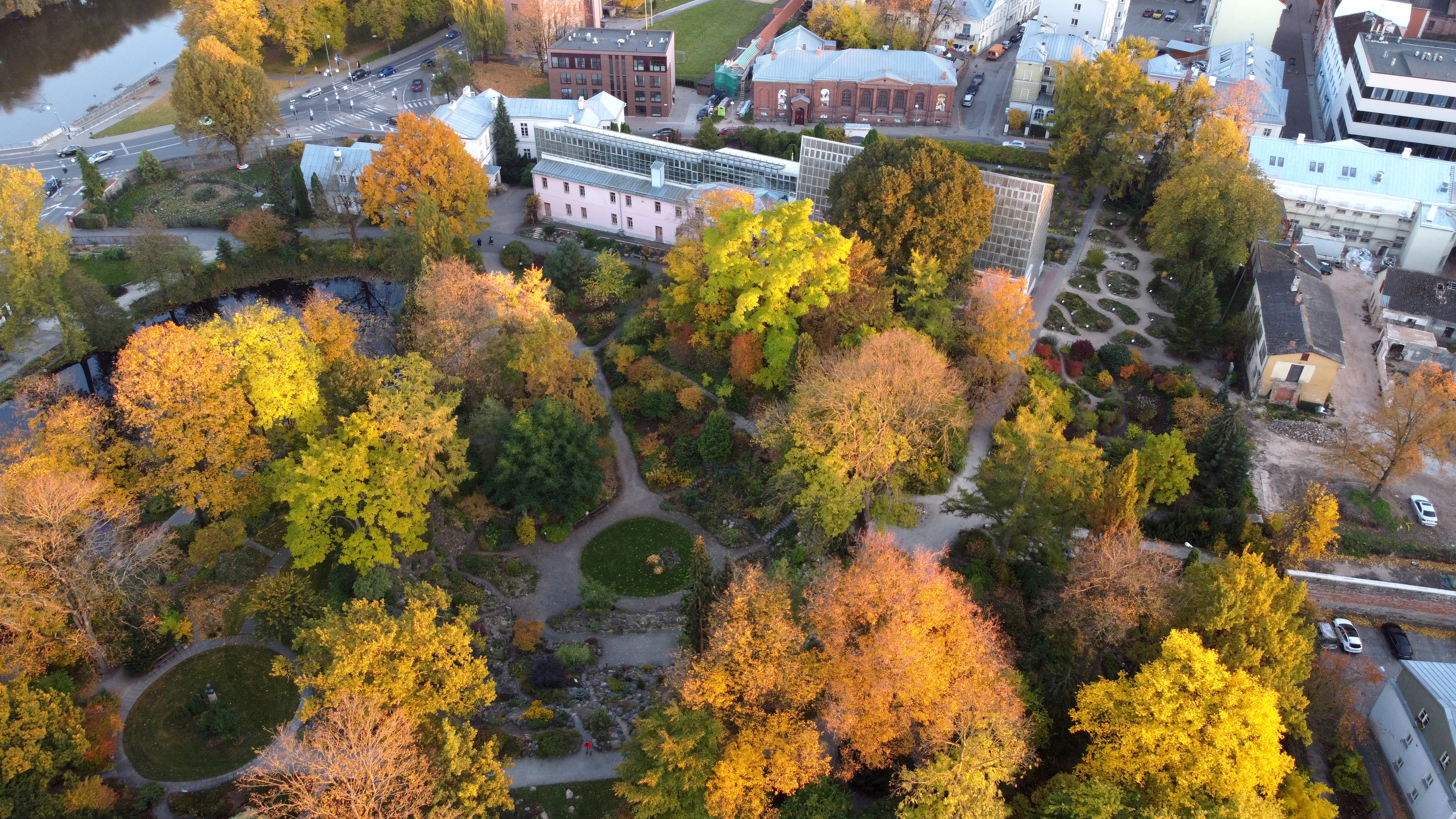
Botanischer Garten der Universität
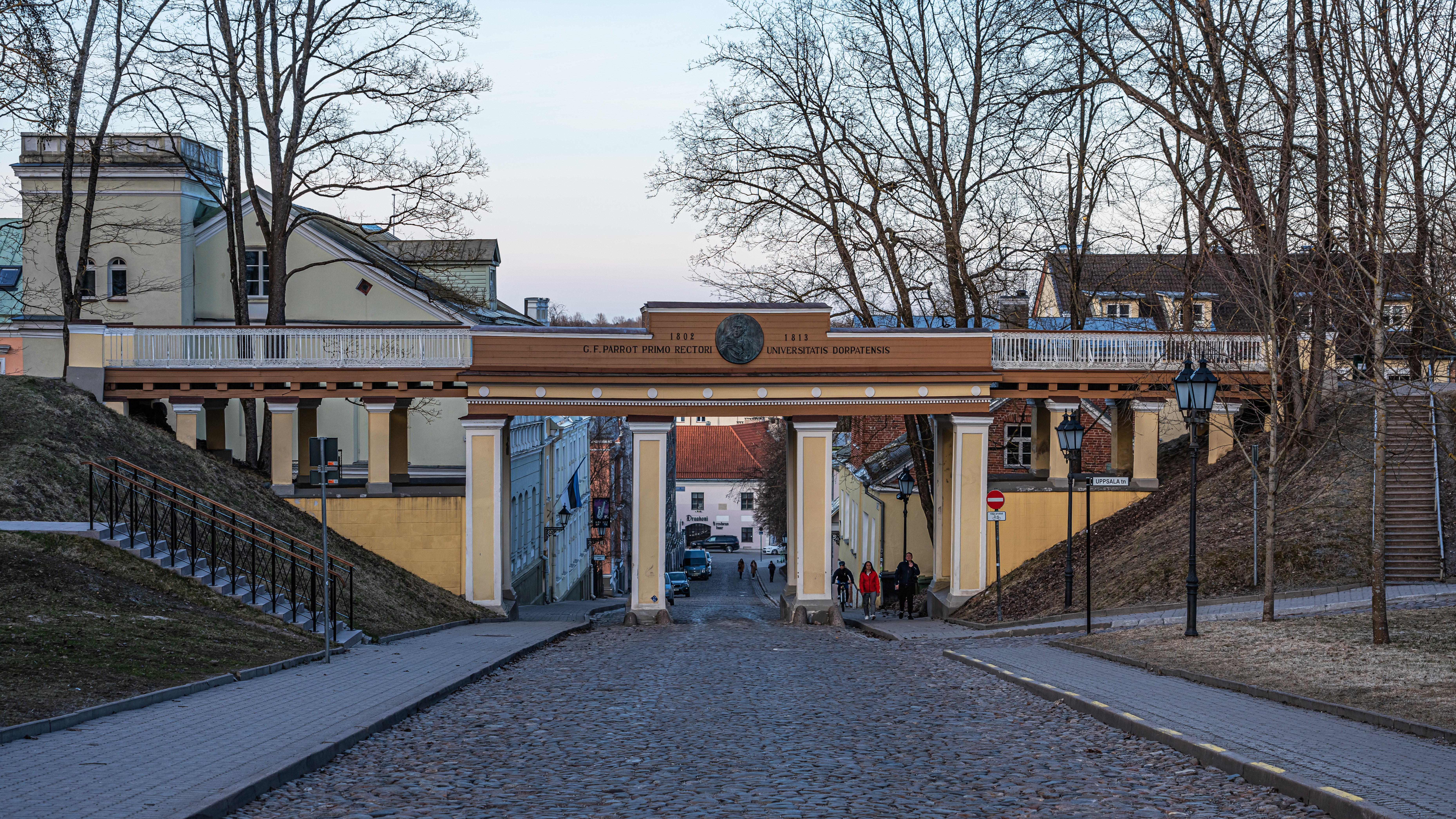
Engelsbrücke
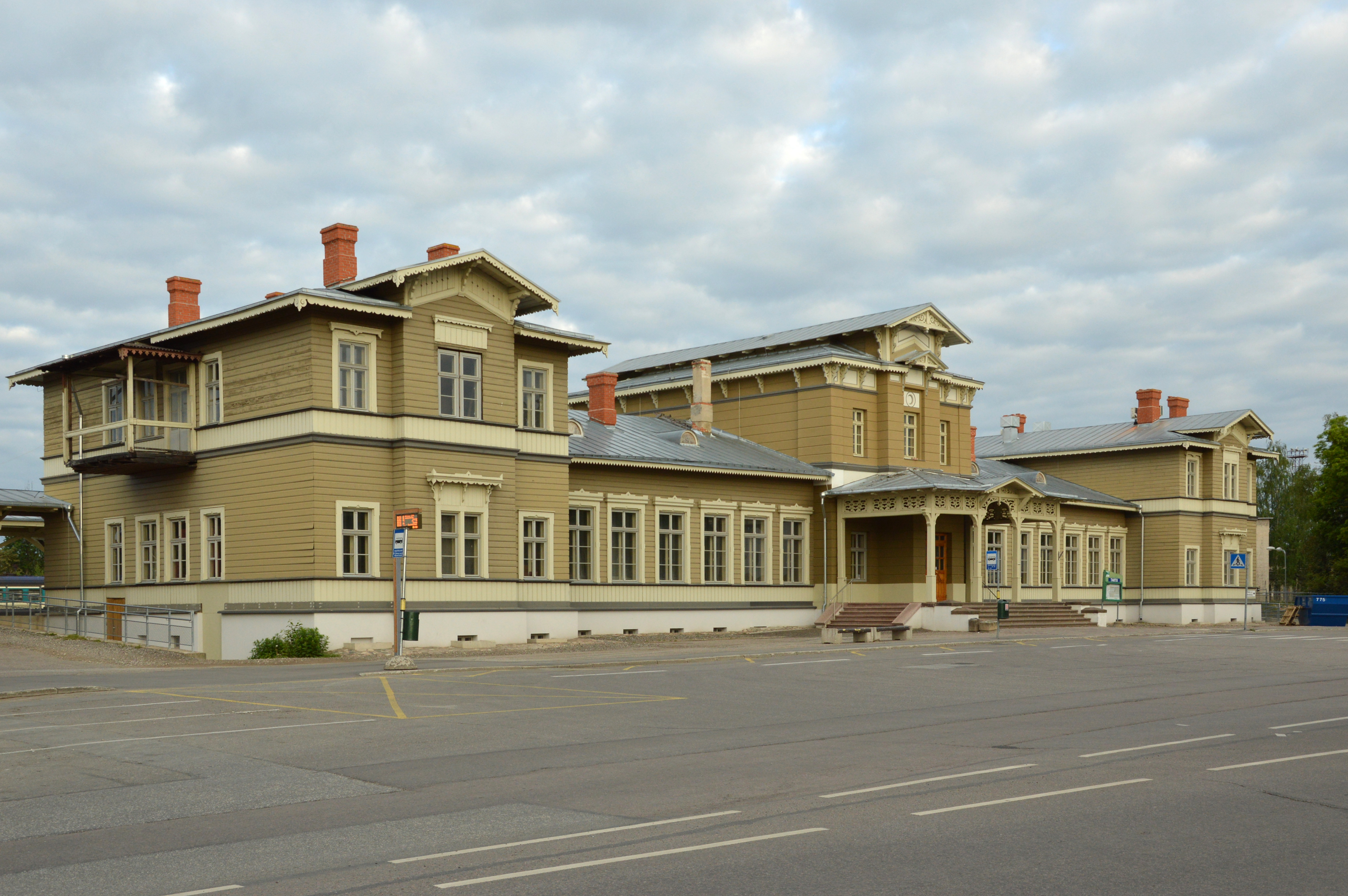
Bahnhof Tartu
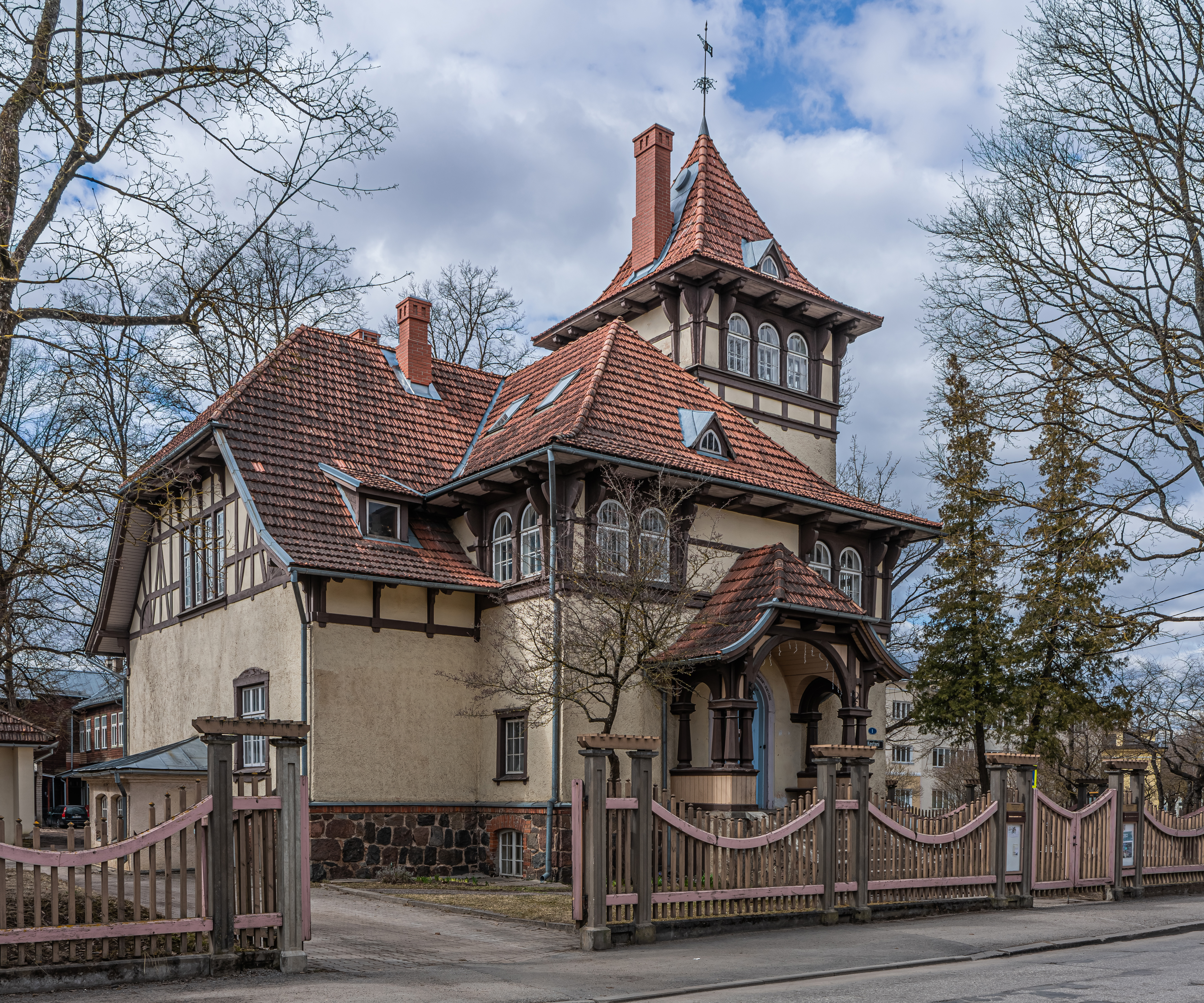
Deutsches Kulturinstitut
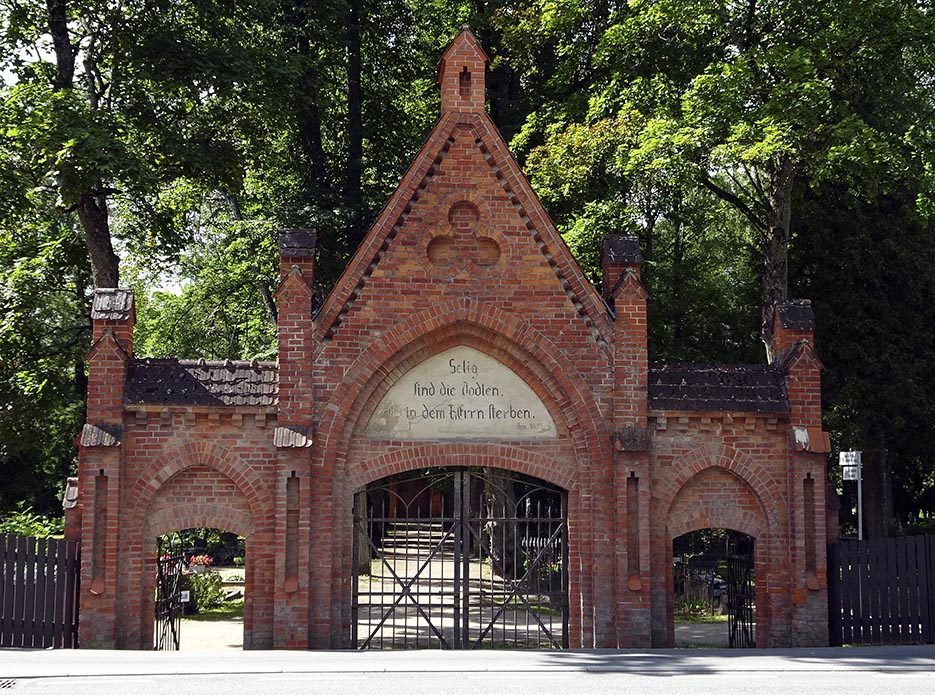
Eingangstor des Baptistenfriedhofs mit deutscher Inschrift Selig sind die Todten, die in dem HErrn sterben (Offenbarung 14,13 LUT)

## Verkehr

### Flugverkehr
Der Flughafen Tartu wird von der Betreibergesellschaft des Tallinner Flughafens AS Tallinna Lennujaam betrieben. Es besteht seit März 2024 eine bis 2027 bezuschusste Linienflugverbindung mit Finnair nach Helsinki-Vantaa, auf der wöchentlich 12 Flüge angeboten werden. Der nächste Flughafen mit kommerziellem Regelflugbetrieb befindet sich in Tallinn.

### Schienenverkehr
Der Bahnhof Tartu liegt an der Gabelung der von Tallinn kommenden Bahnverbindung in die Bahnstrecken Tartu–Valga und Tartu–Petschory. Während in Valga Umsteigemöglichkeit ins lettische Eisenbahnnetz nach Riga besteht, ist der grenzüberschreitende Verkehr ins russische Petschory eingestellt. Es verkehren mehrfach täglich Express- und Regionalzüge nach Tallinn sowie Regionalbahnen auf den Ästen nach Valga und Koidula (Endstation in Richtung Petschory). Es bestehen Pläne der estnischen Regierung, die Strecke nach Valga zu elektrifizieren und große Teile der Trasse nach Tallinn für Geschwindigkeiten von 160 km/h zu ertüchtigen.

### Busverkehr
In Estland hat der Überlandbusverkehr eine bedeutende Rolle. Regional- und Intercity-Busse fahren vom zentralen Busbahnhof (Tartu Bussijaam) ab. Der Umlandverkehr wird im Auftrag des Kreises Tartu seit 2023 von Hansaliinid betrieben. Im Fernverkehr dominiert das estnische Unternehmen LuxExpress mit Verbindungen nach Tallinn, Narva, Pärnu, Riga und St. Petersburg.
Im Stadtverkehr fahren 15 Tag- und 2 Nachtlinien, die durch das Unternehmen GoBus im Auftrag der Stadt Tartu betrieben werden. Zentrale Umstiegspunkt ist die Station „Kesklinn“ (Stadtzentrum), an der sich die meisten Linien treffen und die auch fußläufig zum Busbahnhof liegt.
| Linie | Verlauf                               |
| ----- | ------------------------------------- |
| 1     | FI – Nõlvaku                          |
| 2     | Lõunakeskus – Nõlvaku                 |
| 3     | Zoomeedikum – Nõlvaku                 |
| 4     | Ringtee – Kummeli                     |
| 5     | Turu – Annelinn – Ihaste – Turu       |
| 6     | Lõunakeskus – Roheline park           |
| 7     |                                       |
| 8     | Kvissentali – Roopa                   |
| 9     |                                       |
| 10    | Kvissentali – Bahnhof                 |
| 11    | Kasteheina – Lõunakeskus – Märja      |
| 12    | Kasteheina – Lõunakeskus              |
| 13    | Kasteheina – Puidu                    |
| 21    | Nachtlinie                            |
| 22    | Nachtlinie                            |
| 25    | Nationalmuseum – Busbahnhof – Bahnhof |

## Sport
Bei Tartu wird im Rahmen der Worldloppet der Skimarathon Tartu Maraton über 63 Kilometer von Otepää nach Elva ausgerichtet. 2017 fand die Weltmeisterschaft im Orientierungslauf in Tartu statt. Bekannte Eishockeyvereine der Stadt sind Tartu Kalev-Välk sowie die Tartu Big Diamonds. Der bekannteste Fußballverein ist der JK Tammeka Tartu. Das Basketballteam Tartu Rock nimmt sowohl an der Estnischen Meistriliiga, als auch an der Baltic Basketball League und der EuroChallenge teil. Die Mannschaft spielt derzeit in der ersten Fußballliga, Meistriliiga. Das Rugbyteam Tartu Lelo spielt in der estnischen ersten Rugbyliga.